# Fran Goestl
Fran Goestl, slovenski zdravnik, pisatelj, libretist in prevajalec, * 27. september 1864, Gradec, Avstrija, † 28. januar 1945, Ljubljana, Slovenija.
Literarne prispevke, knjižne ocene in gledališke kritike je objavljal v Ljubljanskem zvonu in Vesni, v slovenščino je prevedel tudi tri Ibsenove drame, in sicer Sovražnik ljudstva, Stebri družbe in Strahovi.
Za skladatelja Viktorja Parmo je napisal libreto za opero Ksenija.